# Aulogymnus trilineatus
Aulogymnus trilineatus är en stekelart som först beskrevs av Mayr 1877.  Aulogymnus trilineatus ingår i släktet Aulogymnus och familjen finglanssteklar. Arten är reproducerande i Sverige. Inga underarter finns listade.